# Gouvernement Camps II
 Communauté valencienne
Camps I Camps III
Le gouvernement Camps II est le gouvernement de la Communauté valencienne entre le 29 juin 2007 et le 22 juin 2011, durant la VIIe législature du Parlement valencien. Il est présidé par Francisco Camps.

## Coalition et historique
Dirigé par le président de la Généralité valencienne conservateur Paco Camps, ce gouvernement est constitué et soutenu par le Parti populaire de la Communauté valencienne (PPCV). À lui seul, il dispose de 54 députés sur 99, soit 54,5 % des sièges du Parlement valencien.
Il est formé à la suite des élections régionales du 23 mai 2007 et succède au gouvernement Camps I, constitué et soutenu par le seul PPCV. Lors de ce scrutin, au cours duquel dix députés supplémentaires sont élus, les conservateurs établissent le meilleur résultat pour une force politique depuis 1983, s'assurant une quatrième majorité absolue et un deuxième mandat pour Paco Camps.
Lors des élections régionales du 22 mai 2011, le PPCV confirme sa majorité absolue en sièges, mais recule en voix. Cela permet à Camps de constituer son troisième gouvernement.

## Composition

### Initiale (29 juin 2007)
- Les nouveaux conseillers sont indiqués en gras, ceux ayant changé d'attributions en italique.

| Fonction                                                                    | Titulaire | Titulaire                                                    | Parti |
| --------------------------------------------------------------------------- | --------- | ------------------------------------------------------------ | ----- |
| Président de la Généralité                                                  |           | Paco Camps                                                   | PPCV  |
| Premier vice-président Conseiller à la Présidence                           |           | Vicent Rambla                                                | PPCV  |
| Deuxième vice-président Conseiller à l'Économie, aux Finances et à l'Emploi |           | Gerardo Camps                                                | PPCV  |
| Troisième vice-président Conseiller au Bien-être social                     |           | Juan Gabriel Cotino                                          | PPCV  |
| Conseiller aux Infrastructures et aux Transports                            |           | Mario Flores Lanuza                                          | PPCV  |
| Conseiller à l'Éducation                                                    |           | Alejandro Font de Mora                                       | PPCV  |
| Conseiller à la Culture et aux Sports                                       |           | Trinidad Miró                                                | PPCV  |
| Conseiller à la Santé                                                       |           | Manuel Cervera                                               | PPCV  |
| Conseiller à l'Industrie, au Commerce et à l'Innovation                     |           | Belén Juste                                                  | PPCV  |
| Conseiller à l'Environnement, aux Eaux, à l'Urbanisme et au Logement        |           | José Ramón García Antón                                      | PPCV  |
| Conseiller à la Justice et aux Administrations publiques                    |           | Fernando de Rosa (jusqu'au 19.09.2008) Paula Sánchez de León | PPCV  |
| Conseiller à l'Agriculture, à la Pêche et à l'Alimentation                  |           | Maritina Hernández Miñana                                    | PPCV  |
| Conseiller à l'Intérieur                                                    |           | Serafín Castellano                                           | PPCV  |
| Conseiller au Tourisme                                                      |           | Angélica Such                                                | PPCV  |
| Conseiller à l'Immigration et à la Citoyenneté                              |           | Rafael Blasco                                                | PPCV  |

### Remaniement du 31 août 2009
- Les nouveaux conseillers sont indiqués en gras, ceux ayant changé d'attributions en italique.

| Fonction                                                                                      | Titulaire | Titulaire                 | Parti |
| --------------------------------------------------------------------------------------------- | --------- | ------------------------- | ----- |
| Président de la Généralité                                                                    |           | Paco Camps                | PPCV  |
| Premier vice-président Conseiller à l'Industrie, au Commerce et à l'Innovation                |           | Vicent Rambla             | PPCV  |
| Deuxième vice-président Conseiller à l'Économie, aux Finances et à l'Emploi                   |           | Gerardo Camps             | PPCV  |
| Troisième vice-président Conseiller à l'Environnement, aux Eaux, à l'Urbanisme et au Logement |           | Juan Gabriel Cotino       | PPCV  |
| Conseiller au Bien-être social                                                                |           | Angélica Such             | PPCV  |
| Conseiller aux Infrastructures et aux Transports                                              |           | Mario Flores Lanuza       | PPCV  |
| Conseiller à l'Éducation                                                                      |           | Alejandro Font de Mora    | PPCV  |
| Conseiller à la Culture et aux Sports                                                         |           | Trinidad Miró             | PPCV  |
| Conseiller à la Santé                                                                         |           | Manuel Cervera            | PPCV  |
| Conseiller à la Justice et aux Administrations publiques                                      |           | Paula Sánchez de León     | PPCV  |
| Conseiller à l'Agriculture, à la Pêche et à l'Alimentation                                    |           | Maritina Hernández Miñana | PPCV  |
| Conseiller à l'Intérieur                                                                      |           | Serafín Castellano        | PPCV  |
| Conseiller au Tourisme                                                                        |           | Bélen Juste               | PPCV  |
| Conseiller à l'Immigration et à la Citoyenneté                                                |           | Rafael Blasco             | PPCV  |